# Banco Central de los Emiratos Árabes Unidos
El Banco Central de los Emiratos Árabes Unidos (en árabe: مصرف الإمارات العربية المركزي المتحدة) es la institución estatal responsable de la gestión y política monetaria, además de la regulación bancaria en los Emiratos Árabes Unidos.
Fue establecido el 19 de mayo de 1973 bajo la denominación de Caja de Conversión de los Emiratos Árabes Unidos. Esto después de la creación de los Emiratos Árabes como un estado independiente en 1971. El propósito original de la Caja de Conversión fue emitir una moneda independiente para el nuevo estado que reemplazara las monedas existentes en circulación para la época: el Riyal catarí y el Dinar bareiní. El nuevo Dirham emiratí entró en circulación en el mismo día del establecimiento de la Junta Monetaria.
Durante esos tiempos, la Caja de Conversión de los Emiratos Árabes no tenía plenas facultades propias de un Banco central. Dicha entidad fue la encargada de gestionar la moneda, las reservas de oro y las divisas del país, pero no tenía la autoridad reguladora y no estaba facultado para manejar la política monetaria del país. El 10 de diciembre de 1980 se crea la Ley Unión N.º 10 mediante el cual establecía formalmente lo que se conoce en la actualidad como el Banco Central de los Emiratos Árabes Unidos, en sustitución de la antigua Caja de Conversión.
El Banco Central de los Emiratos Árabes Unidos tiene facultades para emitir y administrar la moneda; de asegurar la estabilidad de la misma; de gestionar la política de crédito del país; de desarrollar y supervisar el sistema bancario en los Emiratos Árabes; de actuar como banquero, proporcionar apoyo monetario y financiero al Gobierno; de gestionar las reservas de oro y divisas; de actuar como prestamista de última instancia para los bancos que operen en territorio emiratí; y representar a los Emiratos Árabes Unidos en las instituciones internacionales como el Fondo Monetario Internacional, el Banco Mundial y el Fondo Monetario Árabe.

## Composición

### Consejo de administración
La entidad es supervisada por un Consejo de Administración, compuesto por siete miembros, de acuerdo con lo estipulado en la Ley Unión No°10 (de 1980), en la que prevé de un Presidente, un Vicepresidente, un Gobernador (de los cuales tienen el rango de Ministro) y cuatro Directores. Cada Director es nombrado mediante decreto luego de su aprobación por el Consejo de Ministros de los Emiratos Árabes Unidos y poseen un período de gestión de cuatro años. Los miembros del Consejo tienen prohibido servir en la administración de cualquier banco comercial con sede en los Emiratos Árabes, ni pueden servir como miembros del Consejo Nacional Federal de ese país.
A continuación los integrantes actuales del Consejo de Administración del Banco Central de los Emiratos Árabes Unidos:
- Khalifa Mohammed Al Kindi - Presidente
- Khalid Juma Al Majid - 	Vicepresidente
- Mubarak Rashed Al Mansoori - Gobernador
- Younis Haji Al Khoori - Director
- Khalid Ahmed Altayer - Director
- Khalid Mohammed Salem Balama - Director
- Hamad Mubarak Bu Amim - Director

## Organización y funciones
El Banco Central emiratí se encuentra estructurado de la siguiente manera:

### Ramas
Además de su oficina central en Abu Dabi, la entidad cuenta con sucursales en otras cinco ciudades de los Emiratos Árabes Unidos. Estas son:
Al Ain,
Dubái,
Fujairah,
Ras al-Jaima y
Sarja

#### Supervisión Bancaria y el Departamento de Examen
Este departamento es responsable de supervisar el cumplimiento de la normativa de la industria bancaria en dicho país. Una parte importante del departamento se encuentra en la oficina sede en Dubái del Banco, ya que la industria bancaria en ese país se concentra en gran medida en esta ciudad. El alcance de su mandato normativo incluye los bancos nacionales, bancos extranjeros ubicados en el país, así como la casa de finanzas y otras instituciones financieras, incluidas las prácticas de asesoramiento financiero. En junio de 2013, había 23 bancos nacionales y 28 bancos extranjeros en los Emiratos Árabes.
Las funciones del departamento incluyen la expedición de licencias bancarias a las entidades financieras, el establecimiento de normas y regulaciones bancarias además del seguimiento de su debido cumplimiento. El departamento también es responsable de la coordinación y cooperación con los organismos de normalización internacionales y demás organizaciones bancarias, en particular el Banco de Pagos Internacionales, el Grupo de Acción Financiera, el Fondo Monetario Internacional y el Banco Mundial.

#### Departamento de Operaciones Bancarias
Este departamento es responsable de la emisión y gestión de los billetes y monedas, también gestiona los sistemas de pago electrónico del país. La impresión de billetes históricamente ha sido contratada mediante una empresa fabricante de imprentas de seguridad, específicamente por De La Rue del Reino Unido. Sin embargo en mayo de 2013 el Banco Central Emiratí y la Autoridad de Inversiones Árabes anunciaron conjuntamente la intención de establecer una Casa de la Moneda en la nación árabe para cumplir con los requisitos exigidos por el Banco Central en relación con la impresión de billetes.

#### Departamento de Investigación y estadísticas
Este departamento procesa los datos económicos que se publica en una serie de publicaciones, incluyendo el Informe Anual del Banco Central, el Boletín Económico y el Boletín Estadístico. El departamento también mantiene contactos con sus homólogos en las instituciones internacionales, principalmente el Fondo Monetario Internacional y el Fondo Monetario Árabe, así como la coordinación con otras fuentes de datos en los Emiratos Árabes Unidos, como la agencia de Aduanas y los Ministerios de Gobierno.

#### Departamento de Asuntos Administrativos
Este departamento abarca una serie de funciones de back office. Estos incluyen la gestión de la Biblioteca del Banco Central, el archivo de los registros, compras, mantenimiento de edificios y guardias de seguridad.

#### Departamento de Control Financiero
Este departamento cuenta con tres áreas principales: 
- - Operaciones de Tesorería, cuentas e información de gestión. Operaciones de Tesorería es parte de la función de back office del Departamento del Tesoro.

#### Departamento del Tesoro
Este departamento es responsable de la gestión e inversión de los activos y de las reservas del Banco Central. Estos activos comprenden principalmente depósitos del Gobierno Federal Emiratí; depósitos de los bancos comerciales con sede en el país que están obligados a mantener un cierto porcentaje de sus activos como depósitos líquidos en el Banco Central.
El departamento está organizado en cuatro principales secciones:
- - Mercados de Capital,
  - Mercados Monetarios y Divisas,
  - Certificados de Depósito y
  - Back Office Asentamientos.

#### Departamento de Auditoría Interna
Este departamento posee funciones de auditoría a través de las siguientes áreas:
- - Seguridad Pago: Son los controles que se llevan a cabo en todas las transacciones que impliquen la transferencia de fondos desde cuentas mantenidas por el Banco Central.
  - Seguridad TI: El departamento es responsable de la seguridad de las actividades sensibles en todos los sistemas electrónicos.
  - Auditoría posterior: El departamento revisa los gastos financieros realizados a través de las sedes regionales y las ramas, además de revisar los informes para detectar cualquier caso de incumplimiento o irregularidad.